# Mainzer Medieninstitut
Das Mainzer Medieninstitut ist ein unabhängiges wissenschaftliches Institut, dessen Zweck es ist, Wissenschaft, Forschung und Bildung auf dem Gebiet des Medienrechts zu fördern sowie an der Fortentwicklung der Medienordnung mitzuwirken.

## Geschichte
Der Trägerverein Mainzer Medieninstitut wurde am 22. September 1999 als privatrechtlicher Verein gegründet. Die Mitglieder des Vereins sind Repräsentanten des Landes Rheinland-Pfalz, des Zweiten Deutschen Fernsehens, des Südwestrundfunks, der Medienanstalt Rheinland-Pfalz und des WDR. Seit 2002 veranstaltet das Mainzer Medieninstitut in Kooperation mit der Johannes Gutenberg-Universität Mainz den Masterstudiengang Medienrecht (LL.M.).

## Institut
Gründungsdirektor des Medieninstituts ist Dieter Dörr. Dörr wurde bundesweit bekannt, als unter seinem Vorsitz die Kommission zur Ermittlung der Konzentration im Medienbereich (KEK) dem Axel Springer Verlag untersagte den Sender ProSiebenSat.1 Media zu übernehmen. Gemäß den Berechnungen der KEK wäre durch die Verbindung von Zeitungs-, Fernseh- und Internetangeboten eine vorherrschende Meinungsmacht entstanden.
Dem aktuellen Direktorium gehören Matthias Cornils, Professor für Medienrecht, Kulturrecht und Öffentliches Recht an der Johannes Gutenberg-Universität Mainz und bereits seit 2010 stellvertretender Direktor des Instituts, sowie seit Dezember 2022 die Juristin Simone Schelberg, ehemalige Landessenderdirektorin des SWR in Rheinland-Pfalz (2007–2022), an. Die laufenden Geschäfte des Instituts werden von der Geschäftsstelle ausgeführt. Geschäftsführerin ist Nicole Zorn.
Organe des Vereins sind der Vorstand und die die Mitgliederversammlung. Dem Vorstand gehören an: Die Vorsitzende, Staatssekretärin Heike Raab, der Stellvertretende Vorsitzende Peter Weber (Justitiar des ZDF), die Schatzmeisterin Alexandra Köth (Juristische Direktorin des SWR) sowie die Schriftführer Marc Jan Eumann (Medienanstalt RLP) und Caroline Volkmann (WDR). Stellvertretende Vorstandsmitglieder sind: Felix Mai (ZDF), Felix Hertel (SWR), Eva Oster (Staatskanzlei RLP) und Katrin Neukamm (WDR).

## Tätigkeitsbereiche
Die Forschungen des Mainzer Medieninstituts befassen sich seit jeher mit Fragen des nationalen, des europäischen und des internationalen Medienrechts. Schon seit längerem hat sich die Perspektive über das zunächst im Vordergrund stehende Rundfunkrecht hinaus auch auf andere kommunikationsrechtliche Arbeitsfelder erweitert, etwa das Recht der Telemedien, das Presse- und Urheberrecht, das Telekommunikationsrecht und das Wettbewerbsrecht, neuerdings auch zunehmend das Informations- und Datenschutzrecht.
Neben konkreten Norminterpretationsproblemen bilden die zentralen Fragen der Kommunikationsregulierung in der Internetgesellschaft einen Schwerpunkt. Dabei geht es ebenso um die Schutz- und Freiheitssicherungsfunktionen des Rechts – etwa im Hinblick auf den Jugendschutz, Urheberrechte oder den Schutz vor Hassrede – wie um den verfassungsrechtlichen Auftrag zur Gewährleistung (anschluss-)offener und informierter Kommunikation. Diese Analysen sollen dazu beitragen, die Entscheidungsgrundlagen für notwendige oder sinnvolle rechtspolitische Reformen im Kommunikationsrecht zu verbessern. Von kommunikationswissenschaftlicher Seite tragen dazu theoretische Erkenntnisse und empirische Evidenzen bei, die dringend erforderliches Wissen über die Wirkungsweisen öffentlicher Kommunikation bereitstellen und ein tiefergehendes Verständnis über veränderte Mediennutzungsmuster schaffen.
Das Mainzer Medieninstitut steht für diese Forschungen in enger Verbindung und Zusammenarbeit mit dem erfolgreich etablierten Forschungsschwerpunkt Medienkonvergenz der Johannes Gutenberg-Universität – ein interdisziplinärer Forschungsverbund, der die profilbildende Medienexpertise an der Universität repräsentiert und den Einfluss der Digitalisierung auf gesellschaftliche Wandlungsprozesse disziplinübergreifend erforscht.
Das Institut führt jährlich Veranstaltungen zu aktuellen medienrechtlichen Themen und Fragestellungen in Mainz („Mainzer Mediengespräch“) und in Brüssel („Brüsseler Mediengespräch“) durch. Zusammen mit dem Forschungsschwerpunkt Medienkonvergenz der Johannes Gutenberg-Universität veranstaltet es außerdem mehrmals jährlich das interdisziplinäre „Mainz Media Forum“. Das Institut erstellt Rechtsgutachten und nimmt durch rechtswissenschaftliche Publikationen zu aktuellen Themen des Rundfunk- und Medienrechts Stellung.

## Masterstudiengang Medienrecht
In Kooperation mit dem Fachbereich Rechts- und Wirtschaftswissenschaften der Johannes Gutenberg-Universität führt das Medieninstitut den Masterstudiengang „Medienrecht“ (LL.M.) durch. Der Studiengang richtet sich insbesondere an Juristen und Rechtsanwälte, die vertiefte Kenntnisse in den Bereichen des Urheber- und Medienrechts erwerben möchten. Die Pflichtmodule decken zugleich die von der Fachanwaltsordnung für den Nachweis der theoretischen Kenntnisse geforderten Themengebiete des Fachanwalts für Urheber- und Medienrecht ab. Seit dem Studienjahr 2015/2016 werden in den Wahlmodulen auch die von der Fachanwaltsordnung für den Nachweis der theoretischen Kenntnisse geforderten Themengebiete des Fachanwalts für Informationstechnologierecht angeboten.
Zu den Absolventen des Studiengangs, die diesen als Quereinsteiger ohne abgeschlossenes Jurastudium absolviert haben, gehört der Filmproduzent und Bundesverdienstkreuzträger Martin Blankemeyer.